# Хомич, Дмитрий Михайлович
Хомич Дмитрий Михайлович (род. 28 июня 1941, Малиевка, Днепропетровская область) — советский и украинский политический деятель, председатель Днепропетровского областного совета профсоюзов, 1-й секретарь Криворожского горкома КПУ Днепропетровской области, Народный депутат Украины 1-го созыва.

## Биография
Родился 28 июня 1941 года в селе Малиевка Покровского района Днепропетровской области в крестьянской семье.
В 1957 году поступил в Днепропетровский горный техникум, который окончил 1961 году.
В 1961 году — слесарь агломерационного цеха Южного горно-обогатительного комбината в Кривом Роге.
В 1961 году проходил службу в Советской армии ВС Союза ССР.
В 1964—1969 годах — студент Днепропетровского горного, а впоследствии Криворожского горнорудного института, горный инженер, инженер-электрик.
Член КПСС c 1965 года.
В 1969—1971 годах — служба в Советской армии.
В 1971—1975 годах — инструктор, заведующий организационным отделом Ингулецкого районного комитета КПУ Кривого Рога.
В 1975—1976 годах — заместитель главного инженера завода «Ремгормаш» в Кривом Роге.
В 1976 году — 2-й секретарь, в 1977—1985 годах — 1-й секретарь Ингулецкого районного комитета КПУ Кривого Рога. В 1982 году окончил Высшую партийную школу при ЦК КП Украины.
В 1985—1986 годах — секретарь Криворожского городского комитета КПУ Днепропетровской области.
В 1986—1987 годах — заведующий отделом организационно-партийной работы Днепропетровского областного комитета КПУ.
В 1987—1989 годах — председатель Днепропетровского областного совета профсоюзов.
В ноябре 1989 — августе 1991 года — 1-й секретарь Криворожского городского комитета КПУ Днепропетровской области.
Выдвинут кандидатом в народные депутаты, трудовыми коллективами Южного и Ингулецкого ГОКов Кривого Рога, избирателями села Весёлое. 18 марта 1990 года был избран народным депутатом Украины от Ингулецкого избирательного округа № 91, 2-й тур, 51,21 % голосов, 3 претендента. Член комиссии Верховной рады Украины по вопросам экологии и рационального природопользования.
С 1994 года — управляющий Центрально-Городским отделением «Промстройбанк» в Кривом Роге, в 1994—1996 годах — начальник Николаевского регионального управления «Проминвестбанк», в 1996—2002 годах — управляющий Дзержинским отделением «Проминвестбанк» в Кривом Роге Днепропетровской области.
Затем на пенсии. Женат, имеет сына.
Делегат XIX Всесоюзной конференции КПСС. Депутат Ингулецкого районного, Криворожского городского и Днепропетровского областного советов.

## Награды
- Знак «За заслуги перед городом» (Кривой Рог) 3-й степени;
- четыре медали.